# Mogurnda larapintae
Mogurnda larapintae är en fiskart som först beskrevs av Zietz, 1896.  Mogurnda larapintae ingår i släktet Mogurnda och familjen Eleotridae. Inga underarter finns listade i Catalogue of Life.